# Cathédrale Saint-Pierre de Condom
Cette  cathédrale n’est pas la seule cathédrale Saint-Pierre.
La cathédrale Saint-Pierre de Condom est une ancienne cathédrale catholique romaine située sur la commune de Condom dans le département du Gers en région Occitanie (France).
La cathédrale était le siège de l'évêque du diocèse de Condom de 1317 à 1790.
L'ancienne cathédrale Saint-Pierre est classée au titre objet des monuments historiques depuis 1840.

## Historique
La première cathédrale Saint-Pierre est complètement démolie en 1368 et rebâtie par l’évêque Bernard Alamand, qui achève les travaux vers 1400. L’actuel chevet date de cette époque. Cent ans plus tard, la cathédrale est encore en piteux état, et l’évêque Jean Marre, à qui un laudateur de l’époque — le chanoine Laguère — accorde tous les talents et toutes les vertus, entreprend de la restaurer de fond en comble.
Il a déjà à son actif la restauration de plusieurs édifices religieux de la région.
Reconstruite en 1507, après que le clocher s'est effondré, par l’évêque Jean Marre et terminée par son successeur en 1531, c’est l’une des dernières réalisations du style gothique méridional, et sa nef unique amplifie puissamment le jeu de l’orgue construit en 1605. Des voûtes aux clefs ornées et dorées, de grandes baies à remplages flamboyants.
Elle aurait sûrement été rasée en 1569 par les bandes de Montgomery, chef protestant et iconoclaste, si les habitants ne s’étaient pas cotisés pour la sauver, moyennant paiement de 30 000 livres.

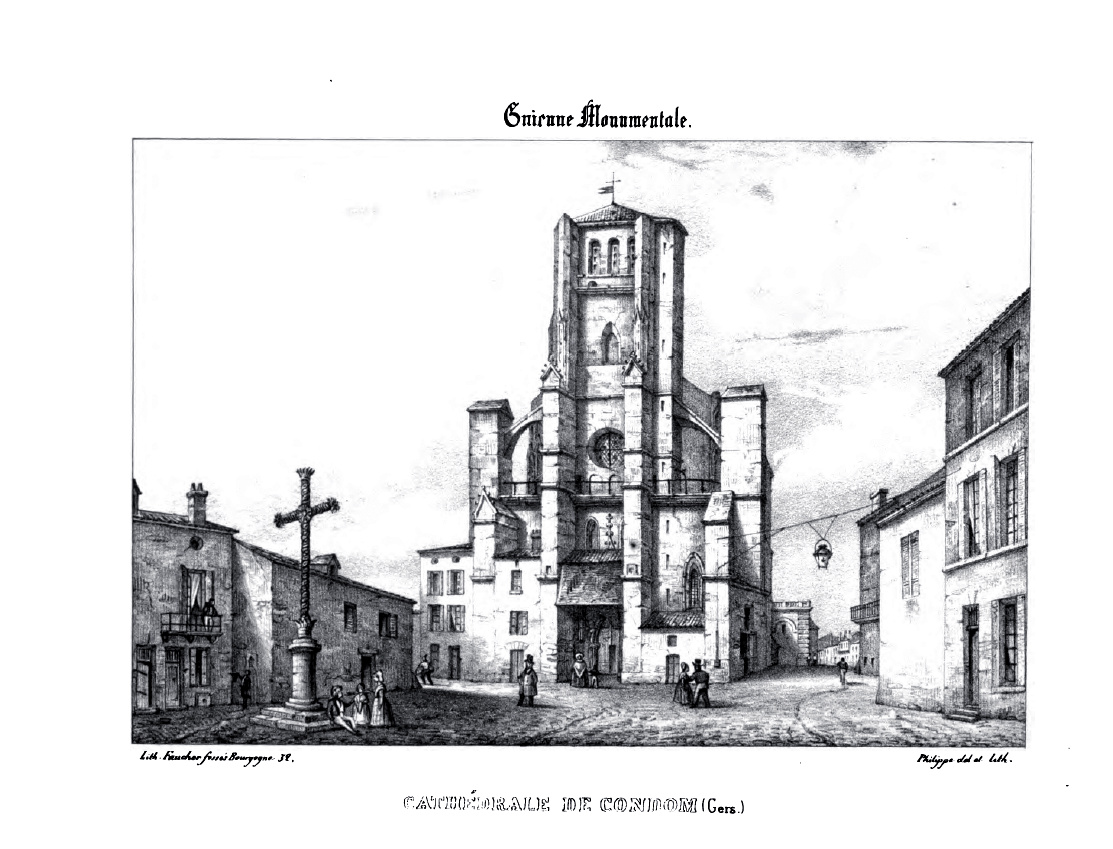
Cathédrale en 1842.

## Description

### Extérieur
À l’extérieur, les énormes contreforts qui enserrent les chapelles latérales, le portail flamboyant avec des personnages et des anges sculptés dans les niches à dais ouvragés du portail donnant place Saint-Pierre (ancienne place d’Armes), et la haute tour carrée qui domine à l’ouest ne manquent pas d’allure. La chapelle axiale de la Vierge, gothique à cinq pans, paraît être un vestige de l’abbatiale du XIVe siècle.
- Sur le tympan du portail de la façade occidentale sont représentés le tétramorphe et le Christ pantocrator.

#### Le cloître
Sur le flanc nord, un vaste cloître aux voûtes gothiques, très éprouvé par les guerres de Religion, mais bien restauré, dessert les bâtiments de l’ancien évêché, maintenant occupés par l’hôtel de ville.

### Intérieur

#### Lechœur
Le jubé visible de nos jours est sorti des ateliers des frères Virebent en 1844.
Les vitraux du chœur
Les trois ensembles des vitraux du chœur représentent trois scènes.
Sur la gauche :
- Partie basse : la Cène ;
- Partie haute : des anges tenant des manuscrits avec écrits en latin, au Dieu le Père.

Au centre :
- Partie basse : la crucifixion de Jésus avec à gauche la Vierge Marie, à droite saint Jean l'évangéliste et au pied de la croix sainte Marie Madeleine. À gauche de la scène une sainte, et à droite un roi perdant sa couronne.
- Partie haute : des décors de végétaux avec à gauche saint Pierre et à droite saint Paul.

Sur la droite :
- Partie basse : la mise au tombeau.
- Partie haute : deux prophètes, des anges tenant les instruments de la passion, avec au centre le roi David.

## L'orgue

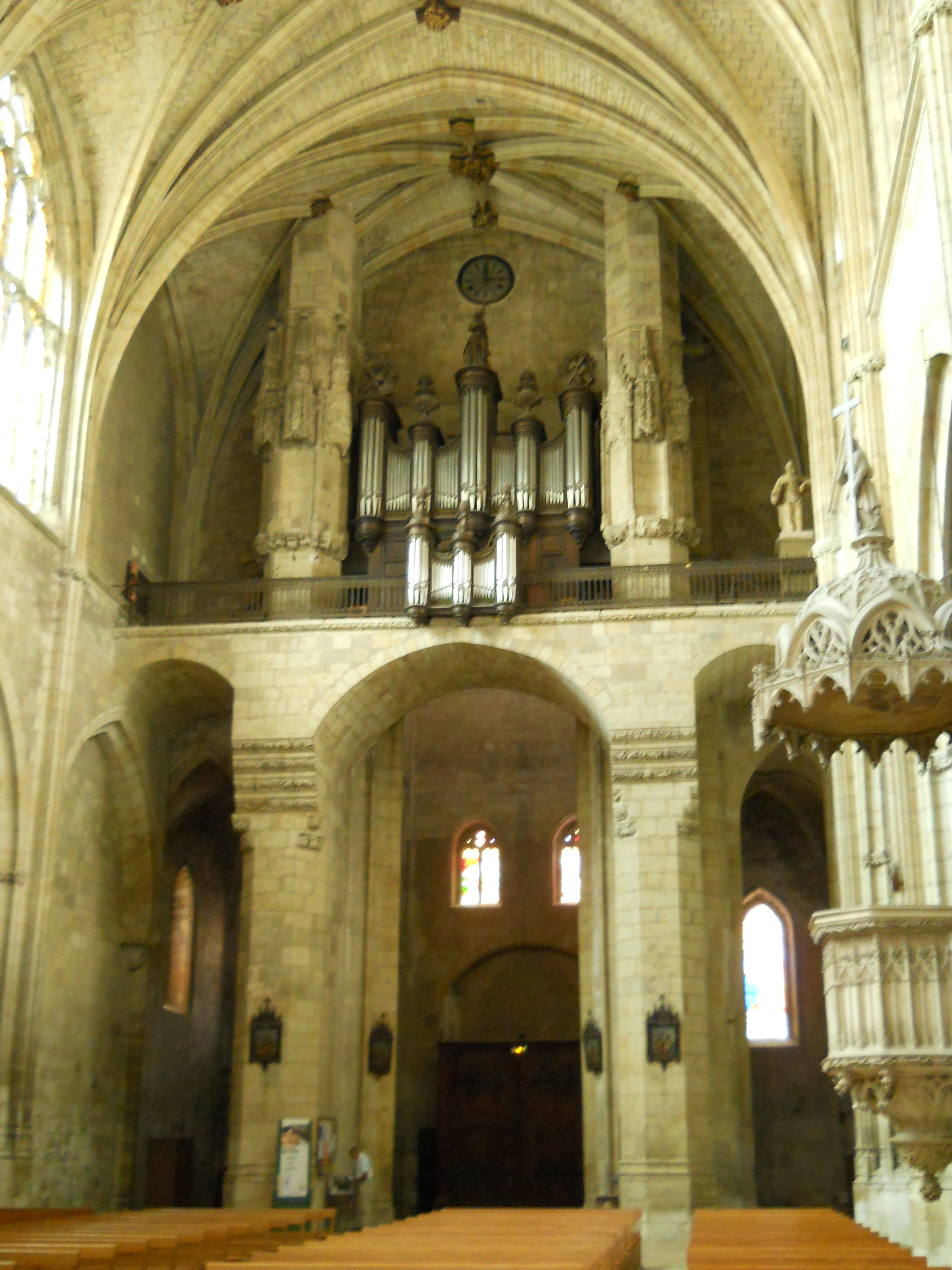
L'orgue.

L'ancien orgue de la cathédrale Saint-Pierre construit en 1605 se dressait sur la tribune. Il a été détruit en 1793. Le 28 juin 1836 la fabrique de l'église passe commande à Auguste Phébade, facteur d'orgues à Agen d'un orgue pour la tribune. Le contrat prévoyait que pour 13 000 francs, le facteur d'orgues devait fournir un orgue comportant une trentaine de jeux, trois claviers (grand-orgue, positif de dos et récitatif expressif) et un pédalier de 17 notes. Le buffet d'orgue, compris dans le contrat, a été construit par le maître ébéniste Comoiras, de Condom. Auguste Phébade a commencé à placer en 1838 dans le meuble le grand soufflet, les claviers et les dix jeux du grand-orgue. Cependant le travail de construction de l'orgue de la cathédrale de Lectoure et sa mauvaise santé vont perturber l'achèvement des travaux.
Le 12 décembre 1852, la fabrique a confié l'achèvement de l'orgue à Georges Wenner et Jacques Gotty de Bordeaux. Ils ont ajouté avec leur mécanique un positif de six jeux, un positif expressif de huit jeux sur 37 notes et une pédale de cinq jeux sur 18 notes.
En 1891, les frères Magen ont ajouté au pédalier une flûte de 16 pieds.
L'orgue est modifié en 1950 en conservant les jeux d'origine.
La partie instrumentale de l'orgue a été classée au titre d'objet le 8 mars 1972. Le buffet a été classé le 18 avril 1974.
L'orgue a été restauré par le facteur Robert Chauvin de Dax. Le travail a été terminé en 1978. La Commission des orgues lui a demandé de transformer le récit expressif en écho.
Les transmissions sont mécaniques.
Composition
| I. Positif de Dos 54 notes |
| Flûte 8'                   |
| Bourdon 8'                 |
| Salicional 8'              |
| Principal 4'               |
| Nazard 2 2/3'              |
| Trompette 8'               |
| Cromorne 8'                |

| II. Grand Orgue 54 notes |
| Montre 8'                |
| Flûte 8'                 |
| Bourdon 8'               |
| Prestant 4'              |
| Flûte 4'                 |
| Doublette 2'             |
| Cornet V                 |
| Fourniture V             |
| Trompette 8'             |
| Clairon 4'               |

| III. Écho 45 notes  |
| Bourdon 8'          |
| Flûte 4'            |
| Cornet III (Dessus) |
| Hautbois 8'         |
| Voix Humaine 8'     |
| Trémolo             |

| Pédale 30 notes |
| Flûte 16'       |
| Flûte 8'        |
| Flûte 4'        |
| Bombarde 16'    |
| Trompette 8'    |
| Clairon 4'      |

## Mobilier
De nombreux objets (tableaux, retables, autel) sont référencés dans la base Palissy (voir les notices liées).

## Galerie

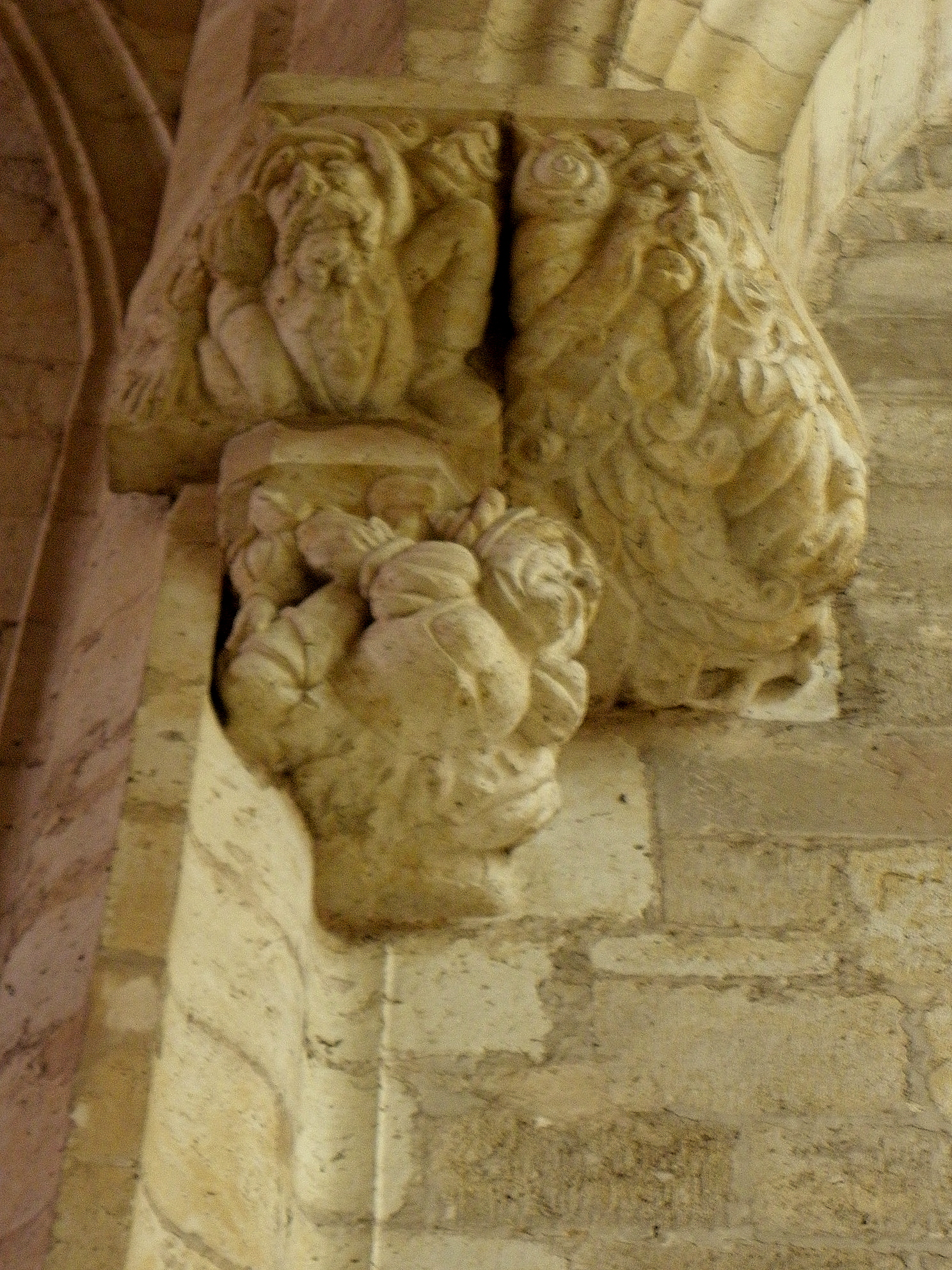
Sculpture d'un cul-de-lampe.
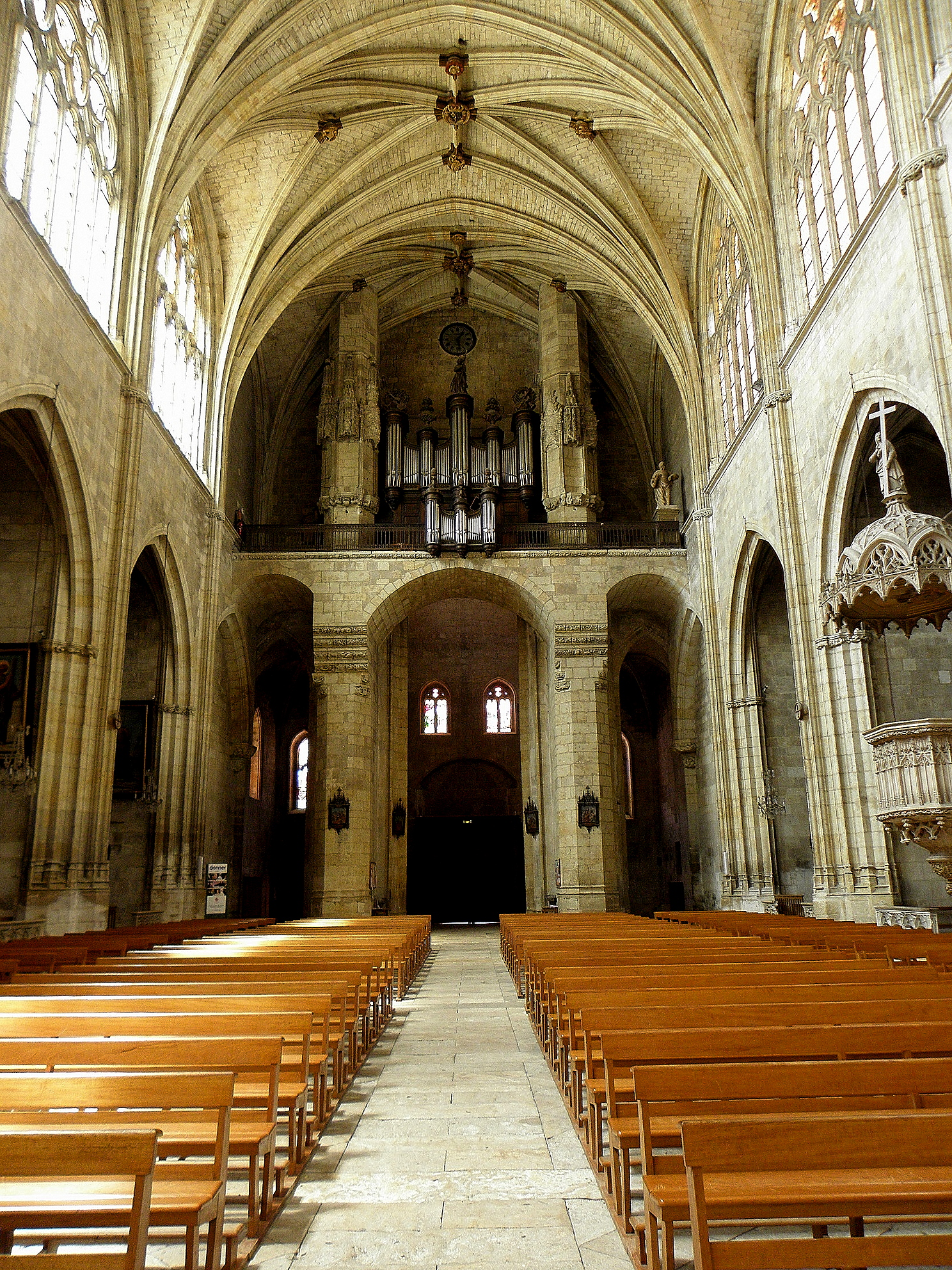
Partie arrière de la nef avec l'orgue.
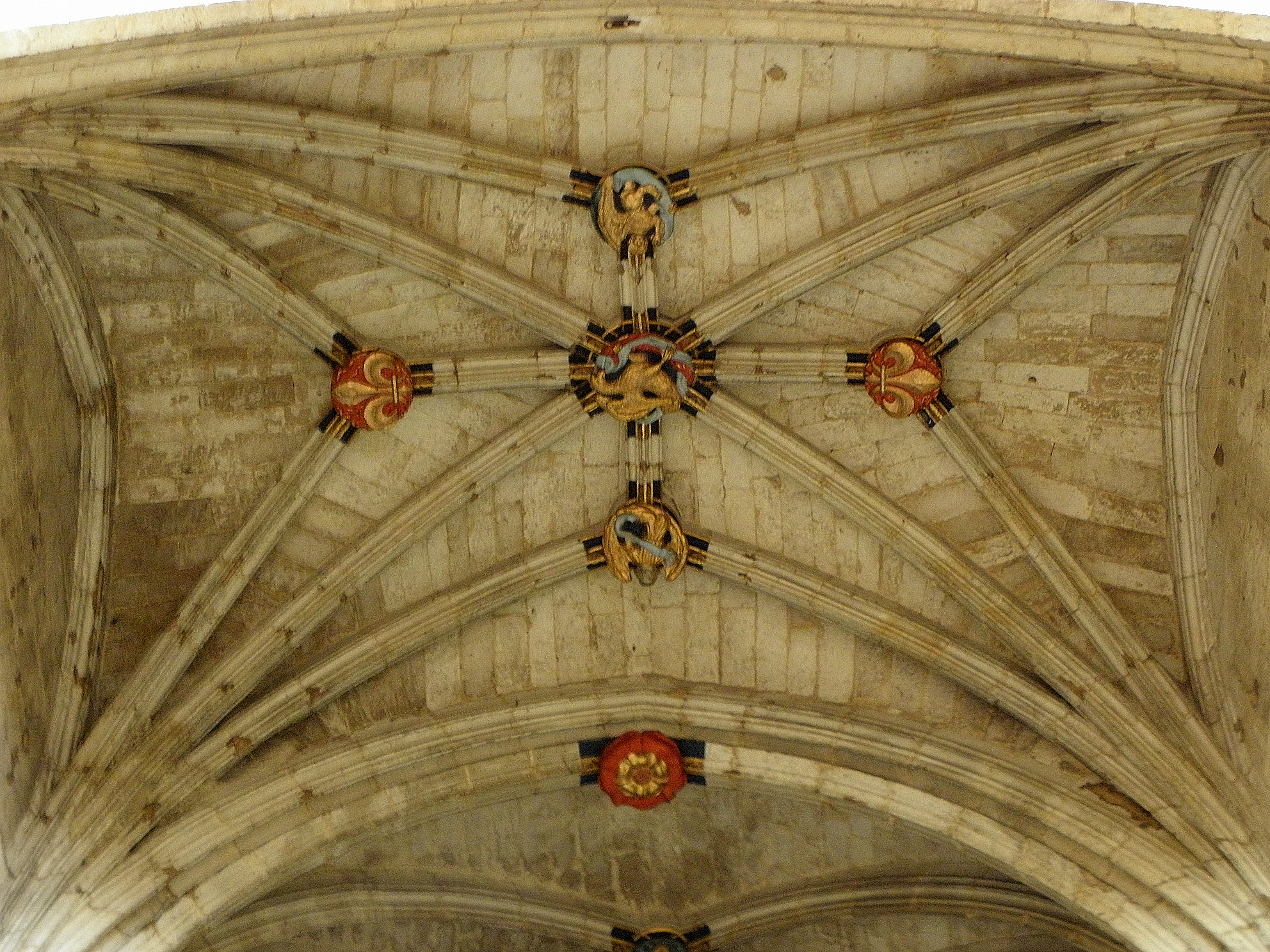
Détails d'une partie des clés de voûte.
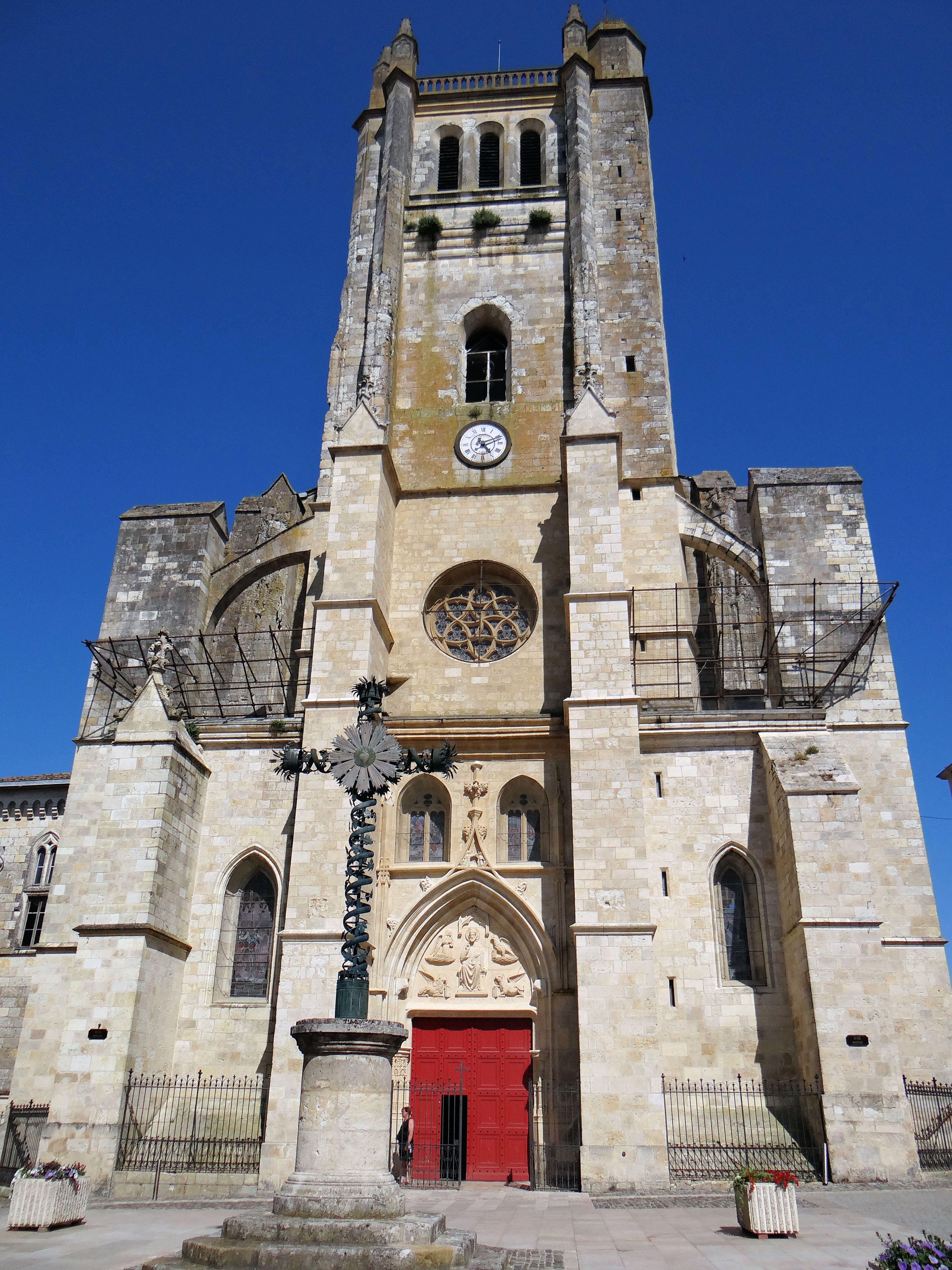
La façade occidentale et le clocher.
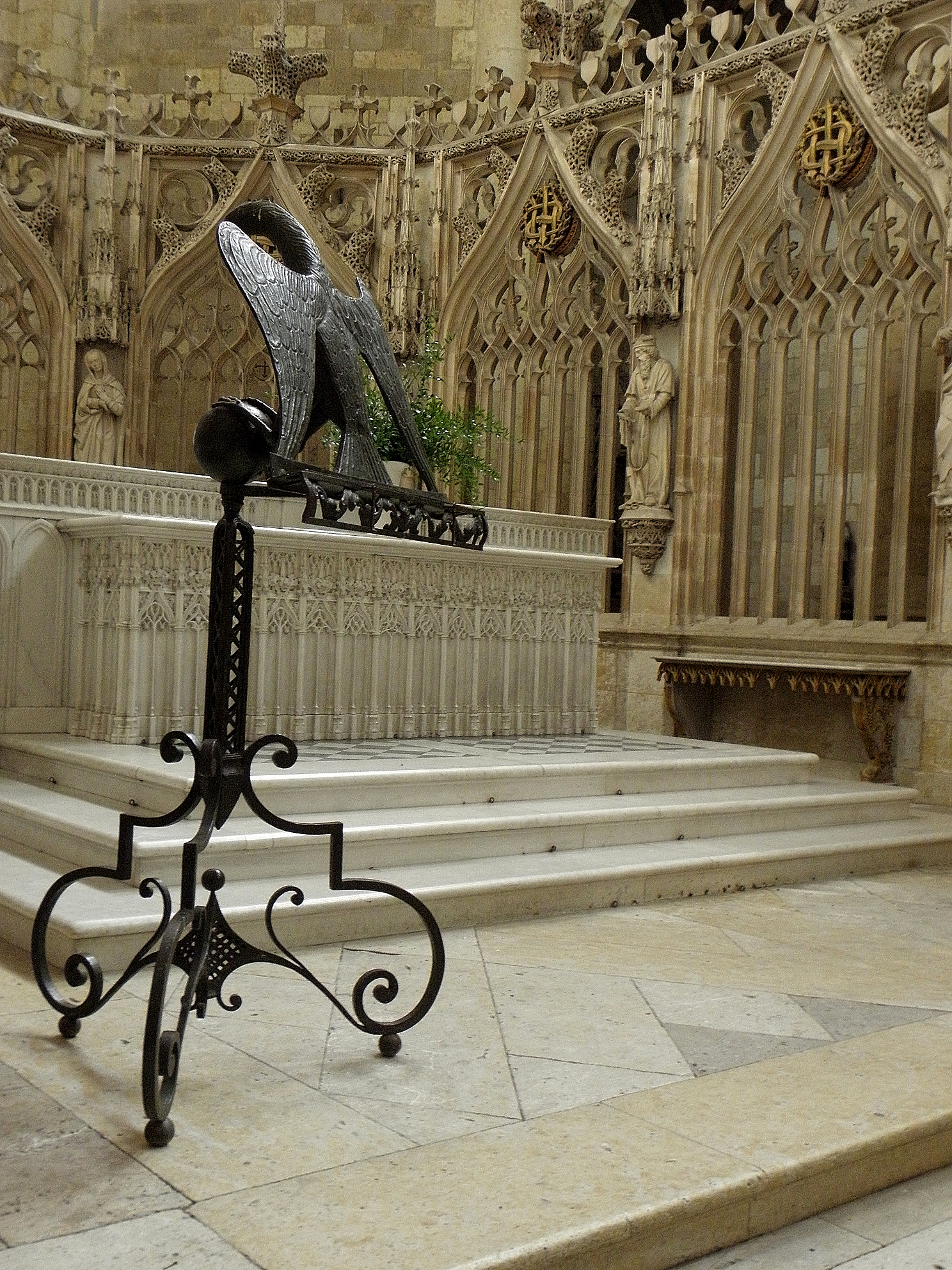
Intérieur de la clôture avec le maître autel en marbre blanc, et au premier plan, un lutrin en forme d'aigle.
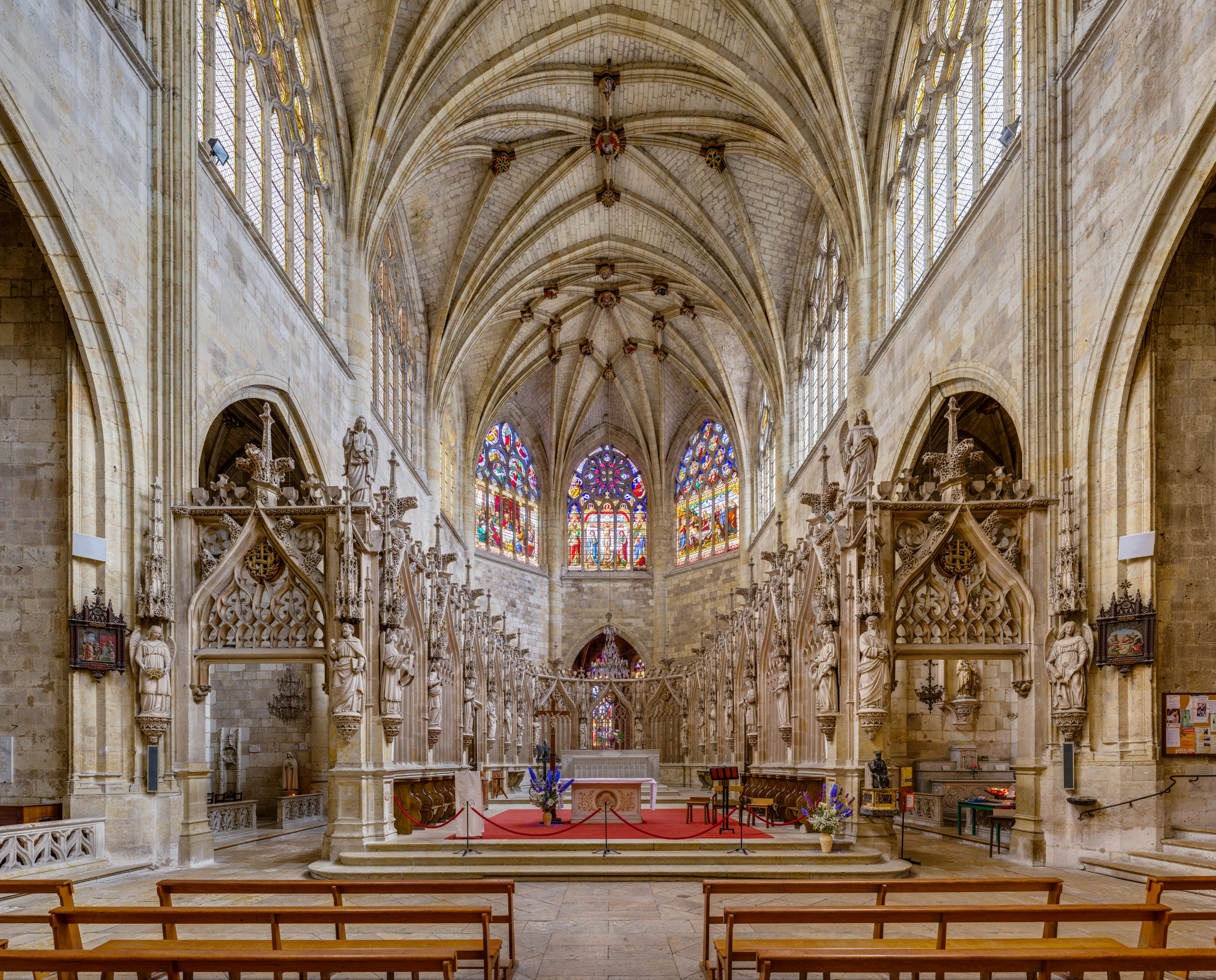
Le chœur.